# Кайбара Эккэн
Кайбара Эккэн (Экикэн) (яп. 貝原益軒; 17 декабря 1630 или 14 октября 1630, Тикудзэн, Сайкайдо — 5 октября 1714 или 27 июля 1714, Тикудзэн, Сайкайдо) — японский врач и крупный философ.
Родился Кайбара Эккэн 17 декабря 1630 года. Являлся философом просвещения, колеблясь между буддизмом и конфуцианством и в конце сумел преодолеть дуализм, стоял на материалистических позициях и по вопросу познания окружающего мира. Научно-философская, просветительская и медицинская деятельность сыграла значительную роль в развитии материалистических мировоззрений в Японии.
Скончался 5 октября 1714 года.

## Сочинения
- «Великие сомнения»